# Gerberga I. (Gandersheim)
Gerberga (* um 840; † 5. September 896 oder 897) war die Tochter des sächsischen „dux“ Liudolf, des Stammvaters der Liudolfinger, und der Oda, als deren Vater ein Billung belegt ist. Gerbergas Lebensdaten sind unsicher, das Geburtsdatum wird zwischen 840 und 850 angenommen, sie starb an einem 5. September entweder 896 oder 897. Ab 874 bis zu ihrem Tod war sie als Nachfolgerin ihrer älteren Schwester Hathumod Äbtissin des Stifts Gandersheim.
Gerberga ist sowohl in Hrotsvits Primordia coenobii Gandeshemensis, der Geschichte des Stifts bis ca. 919, als auch in der Vita et obitus Hathumodae, der von dem Corveyer Mönch Agius verfassten Vita ihrer Schwester, erwähnt. Ihr Todesdatum ist im Gandersheimer Nekrolog überliefert. Nach Agius war sie mit ihrer Vorgängerin und Schwester sehr vertraut, woraus geschlossen wird, Gerberga sei bereits zu deren Lebzeiten ins Stift eingetreten. Hroswith berichtet, Gerberga sei zunächst mit einem Adeligen namens Bernrad verlobt gewesen, habe diese Verlobung jedoch aufgrund einer inneren Berufung gelöst. Bernrad habe, nachdem er seine Braut nicht habe umstimmen können, den Tod in der Schlacht gesucht. Aufgrund des zeitlichen Abstandes zwischen Hroswiths Werk und Gerbergas Leben kann dieser Bericht allerdings eine die Frömmigkeit Gerbergas betonende Überformung sein.